# Lylian Lebreton
Lylian Lebreton (Nantes, 6 januari 1972) is een voormalig Frans professioneel wielrenner in de periode 1994 tot 2002. In 2010 werd hij ploegleider bij de wielerploeg Saur-Sojasun. 

## Palmares
- 1994
  - Ronde van de Ain
  - 3e in de Ronde van de Limousin

- 1995
  - 3e in de Tour du Vaucluse

- 1997
  - 11e etappe van de Ronde van Chili
  - 3e in de Ronde van de Toekomst

## Resultaten in voornaamste wedstrijden
| Jaar | Ronde van Italië | Ronde van Frankrijk | Ronde van Spanje |
| ---- | ---------------- | ------------------- | ---------------- |
| 1996 | opgave           |                     | opgave           |
| 1997 | 68e              |                     |                  |
| 1998 |                  | 41e                 |                  |
| 1999 |                  | 51e                 |                  |

| Jaar | Luik-Bast.‑Luik | Ronde van Lombardije |  | WK op de weg |
| ---- | --------------- | -------------------- |  | ------------ |
| 1996 |                 | 26e                  |  | 27e          |
| 1997 |                 |                      |  |              |
| 1998 |                 |                      |  |              |
| 1999 | 62e             |                      |  |              |